# Ferreira do Alentejo
Ferreira do Alentejo ist eine Kleinstadt (Vila) und ein Kreis (Concelho) in Portugal mit 4716 Einwohnern (Stand 30. Juni 2011).

## Geschichte
Funde und Ausgrabungen belegen die Besiedlung des Ortes seit über 4000 Jahren. Später hinterließen die Römer zahlreiche Spuren, darunter Brücken (etwa in Alfundão), religiöse Kultstätten, und Wohngebäude, insbesondere die Villa rustica von Monte da Chaminé. Nach dem Untergang der römischen Provinz Lusitania war der Ort Teil des Westgotenreichs, um nach dem Einfall der Mauren Anfang des 8. Jahrhunderts Teil des arabischen al-Andalus zu werden. Weitergehende Dokumente mit genaueren Daten sind jedoch nicht existent.
Im Zuge der Reconquista wurde der Ort 1233 den Arabern abgenommen und 1234 dem Santiagoorden vermacht. Unter Nutzung der zuvor bestehenden Befestigungen errichtete der Orden hier eine Burg. Auf den zwischenzeitlich verfallenden Ruinen der Burg errichtete die Gemeindeverwaltung im Jahr 1834 den Gemeindefriedhof, so dass heute keine Reste dieser Burg mehr zu sehen sind.
Im Jahr 1516 erhielt Ferreira Stadtrechte (Foral) durch König Manuel I., und der Ort nahm einigen Aufschwung. In dem Zusammenhang ließen sich einige Adelsfamilien hier nieder (Lacerdas, Sousas, Vilhenas und Passanhas). 1627 wurde Ferreira Sitz eines damaligen Verwaltungsbezirks (Comarca, vergleichbar einem heutigen Regierungsbezirk). Später wurde es den Vorläufern des heutigen Distriktes Beja unterstellt, jedoch blieb Ferreira do Alentejo durch alle Verwaltungsreformen hindurch bis heute ein eigenständiger Kreis.

## Das Wappen und die Legende zum Ortsnamen
Die volkstümliche Überlieferung erzählt von einer Episode, die mit dem Einfall von Sueben und Goten in den römischen Ort Siga Ende des 4., Anfang des 5. Jahrhunderts beginnt. Die Bewohner sollen Widerstand geleistet und die Angreifer vertrieben haben. Bei der Verteidigung habe insbesondere der furchtlose und massive Einsatz der Frau des Schmiedes (Portugiesisch: Ferreiro), also die Ferreira (weibliche Form), die Entscheidung erzwungen. Der Ortsname Siga wurde in der Folge durch Ferreira ersetzt, so die Legende. Den Zusatz do Alentejo erhielt der Ort im Lauf der Zeit in Abgrenzung zu gleichnamigen anderen Orten, beispielsweise Ferreira do Zêzere (dt.: Ferreira am Zêzere) oder Ferreira-a-Nova (dt.: Ferreira-die-Neuere).
Das Wappen zeigt jene Frau des Schmiedes, dazu das Emblem des Santiagoordens und die von ihm errichtete Burg. Darüber sind Korn-Garben zu sehen, die Bezug nehmen auf die überregional bedeutende Weizenproduktion des Kreises.

## Kultur und Sehenswürdigkeiten

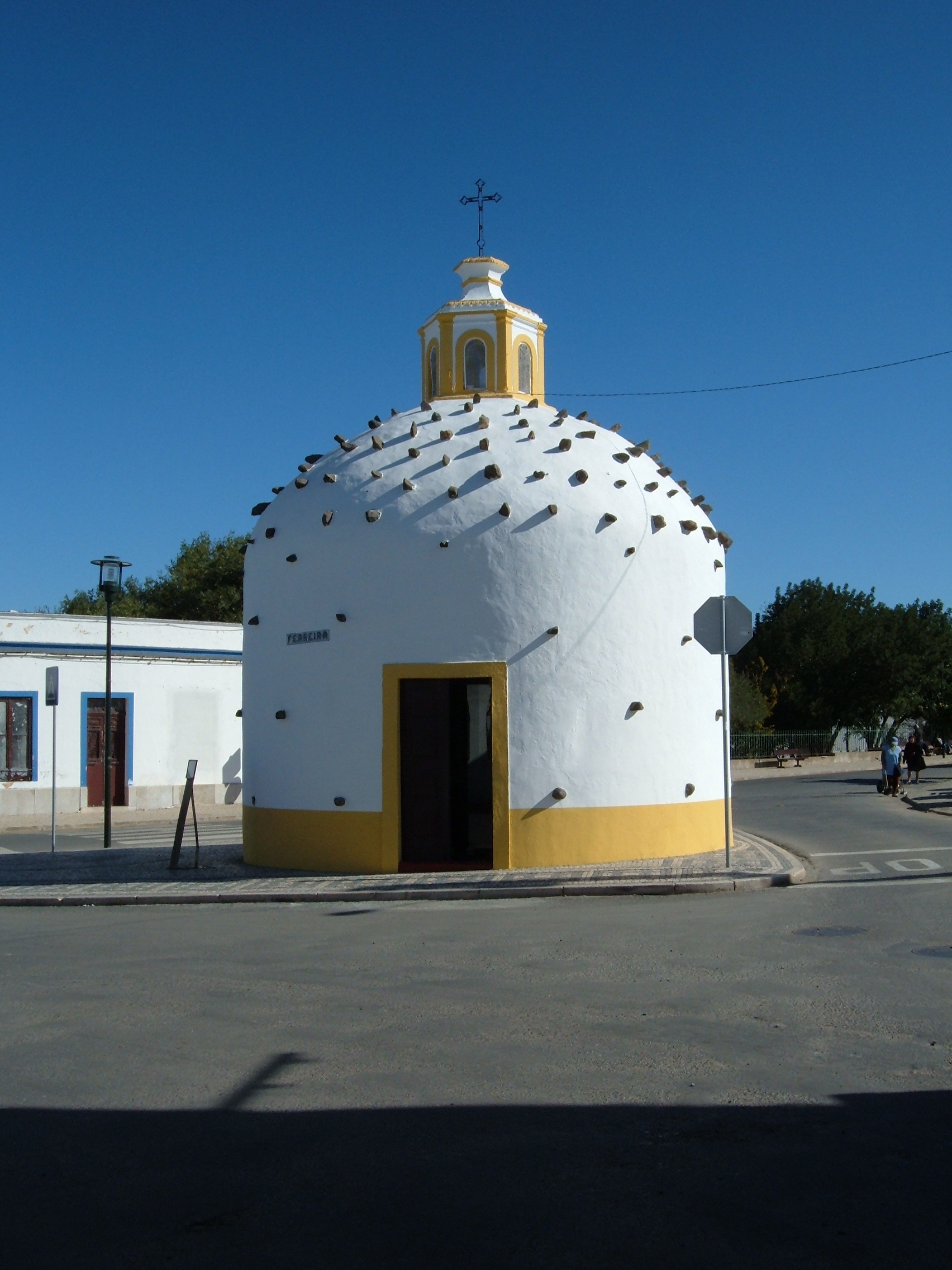
Die ungewöhnliche Capela do Calvário
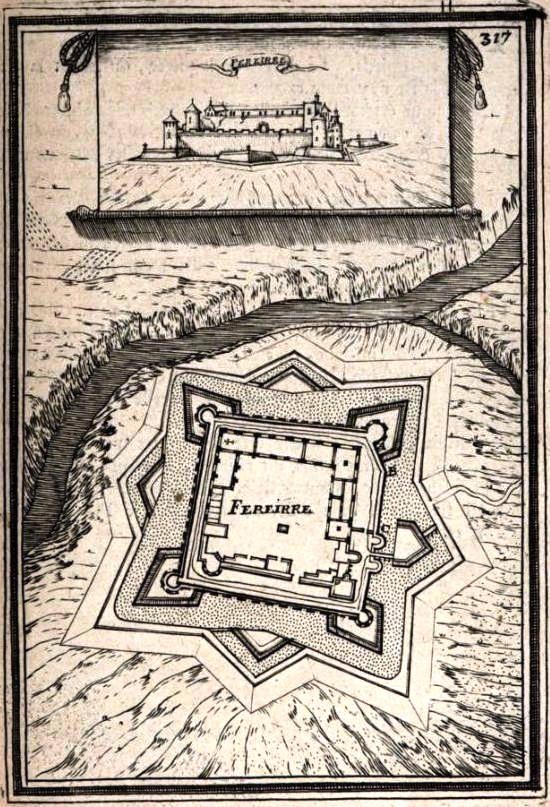
Die Befestigungsanlagen von Ferreira, Grafik von Alain Manesson Mallet (1684)
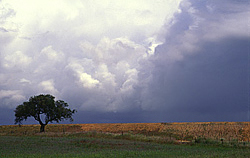
Landschaft im Kreis Ferreira do Alentejo
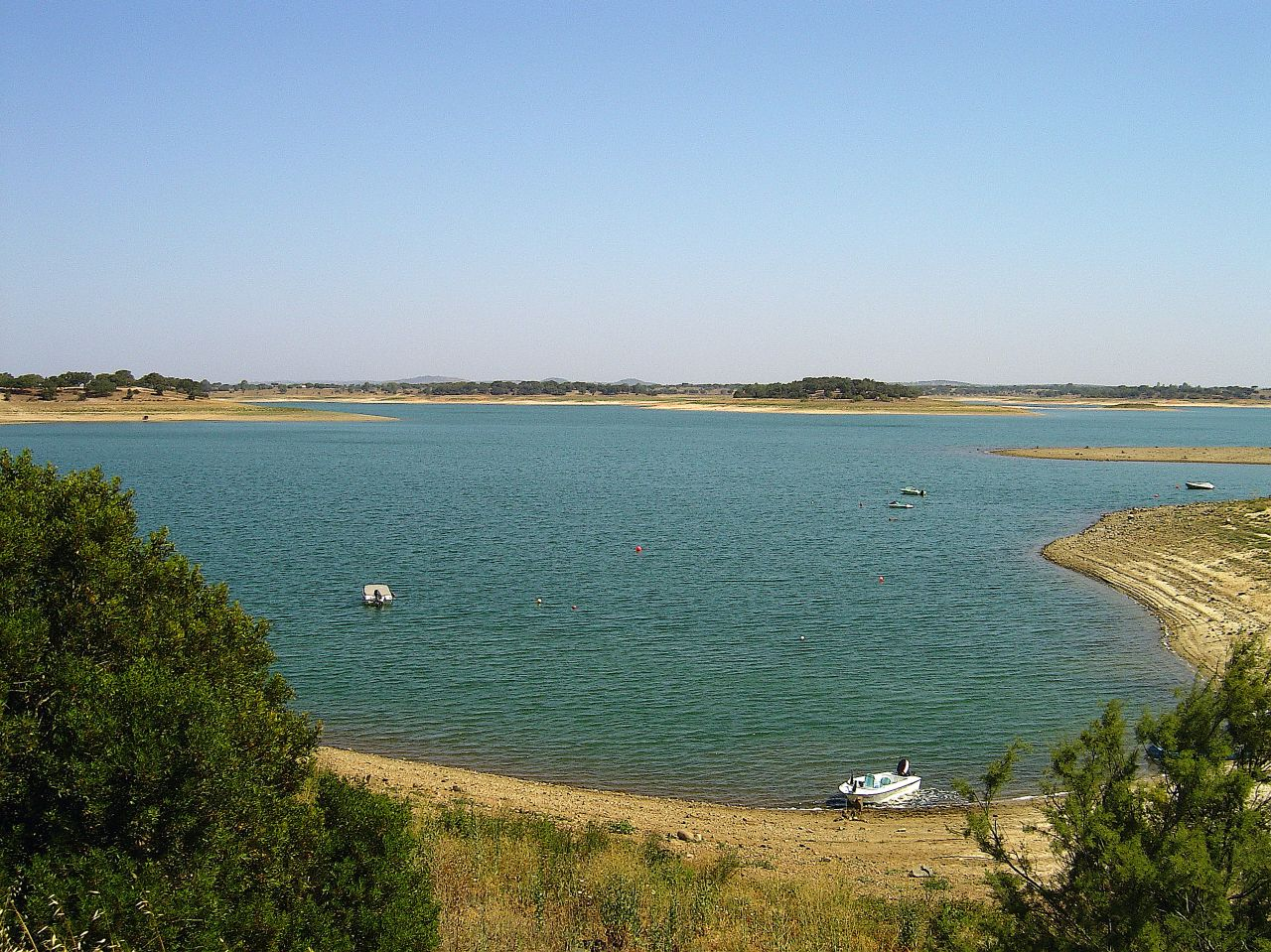
Am Stausee Barragem de Odivelas

Unter den verschiedenen Baudenkmälern in Ferreira do Alentejo sind u. a. ehemalige offizielle Gebäude, Herrenhäuser und Sakralbauten, etwa die charakteristische Capela do Calvário (auch Capela de Santa Maria Madalena) aus dem 17. Jahrhundert, die Kirche Igreja da Misericórdia mit dem sehenswerten manuelinischen Portal, oder die auf das 14. Jahrhundert zurückgehende, Anfang des 18. Jahrhunderts umfassend umgestaltete barocke Gemeindekirche Igreja Paroquial de Ferreira do Alentejo (auch Igreja de Nossa Senhora da Assunção). Auch der historische Ortskern von Ferreira do Alentejo als Ganzes steht unter Denkmalschutz.
Die 1988 von der Stadt Ferreira do Alentejo erworbene traditionelle Möbelmanufaktur Mobitral bietet Besichtigungen an und zeigt regionale Möbeltraditionen des Alentejo. Das städtische Museum Museu Minicipal ist in einem Herrenhaus aus dem 19. Jahrhundert untergebracht und beherbergt u. a. eine Kunstgalerie mit wechselnden Kunstausstellungen.
Am dritten Sonntag im September findet der jährliche Markt mit Ortsfest statt.

## Verwaltung

### Kreis
Ferreira do Alentejo ist Verwaltungssitz eines gleichnamigen Kreises. Die Nachbarkreise sind (im Uhrzeigersinn im Norden beginnend): Alcácer do Sal, Alvito, Cuba, Beja, Aljustrel, Santiago do Cacém sowie Grândola.
Mit der Gebietsreform im September 2013 wurden mehrere Gemeinden zu neuen Gemeinden zusammengefasst, sodass sich die Zahl der Gemeinden von zuvor sechs auf vier verringerte.
Die folgenden Gemeinden (Freguesias) liegen im Kreis Ferreira do Alentejo:

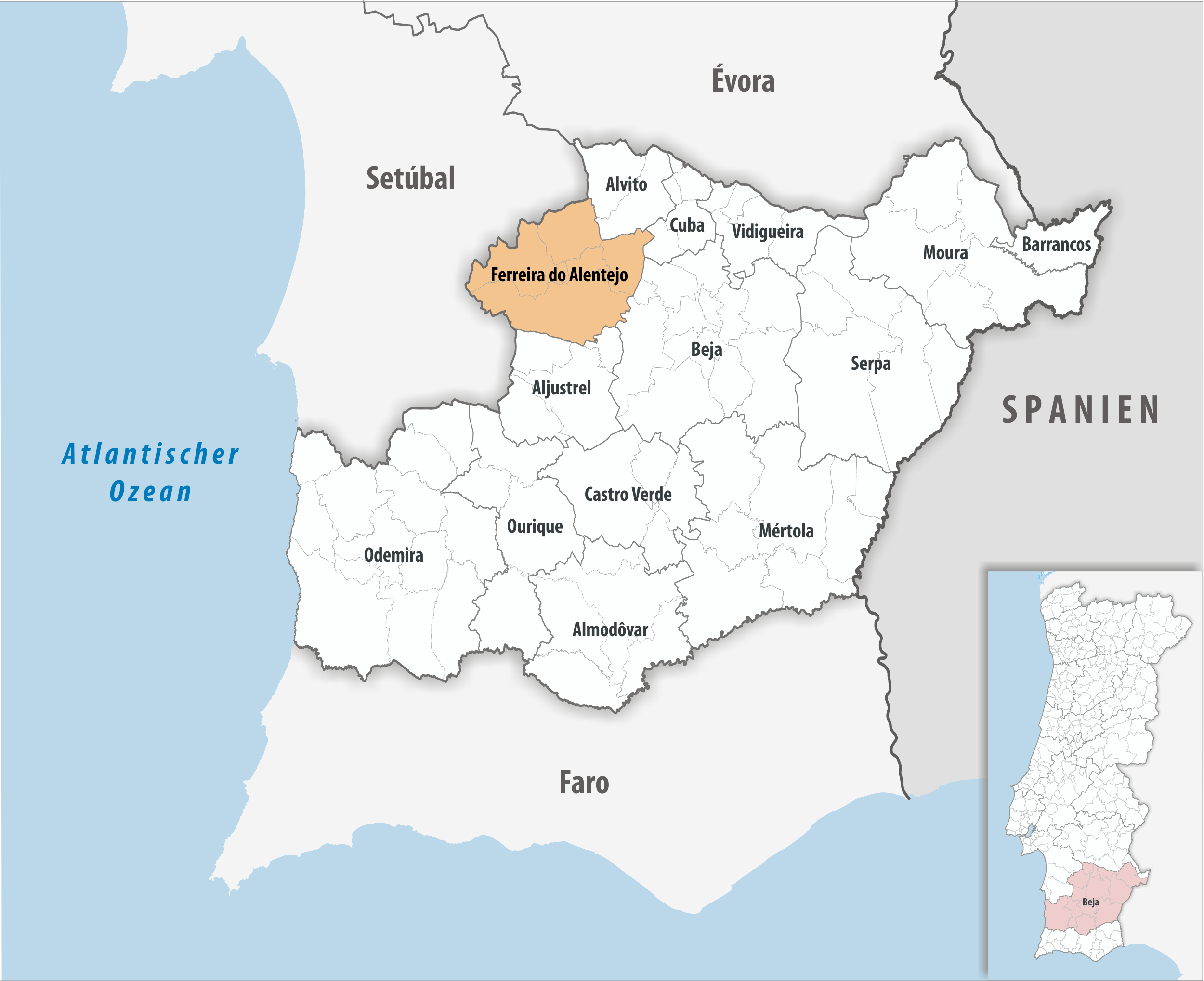
Kreis Ferreira do Alentejo

| Gemeinde                          | Einwohner (2021) | Fläche km² | Dichte Einw./km² | LAU- Code |
| --------------------------------- | ---------------- | ---------- | ---------------- | --------- |
| Alfundão e Peroguarda             | 1.287            | 88,33      | 15               | 020807    |
| Ferreira do Alentejo e Canhestros | 4.739            | 295,66     | 16               | 020808    |
| Figueira dos Cavaleiros           | 1.185            | 154,20     | 8                | 020803    |
| Odivelas                          | 473              | 110,05     | 4                | 020804    |
| Kreis Ferreira do Alentejo        | 7.684            | 648,24     | 12               | 0208      |

### Bevölkerungsentwicklung
| Einwohnerzahl im Kreis Ferreira do Alentejo (1801–2011) | Einwohnerzahl im Kreis Ferreira do Alentejo (1801–2011) | Einwohnerzahl im Kreis Ferreira do Alentejo (1801–2011) | Einwohnerzahl im Kreis Ferreira do Alentejo (1801–2011) | Einwohnerzahl im Kreis Ferreira do Alentejo (1801–2011) | Einwohnerzahl im Kreis Ferreira do Alentejo (1801–2011) | Einwohnerzahl im Kreis Ferreira do Alentejo (1801–2011) | Einwohnerzahl im Kreis Ferreira do Alentejo (1801–2011) | Einwohnerzahl im Kreis Ferreira do Alentejo (1801–2011) | Einwohnerzahl im Kreis Ferreira do Alentejo (1801–2011) |
| ------------------------------------------------------- | ------------------------------------------------------- | ------------------------------------------------------- | ------------------------------------------------------- | ------------------------------------------------------- | ------------------------------------------------------- | ------------------------------------------------------- | ------------------------------------------------------- | ------------------------------------------------------- | ------------------------------------------------------- |
| 1801                                                    | 1849                                                    | 1900                                                    | 1930                                                    | 1960                                                    | 1981                                                    | 1991                                                    | 2001                                                    | 2004                                                    | 2011                                                    |
| 2089                                                    | 4737                                                    | 8401                                                    | 12.472                                                  | 14.894                                                  | 11.244                                                  | 10.075                                                  | 9010                                                    | 8505                                                    | 8255                                                    |

### Kommunaler Feiertag

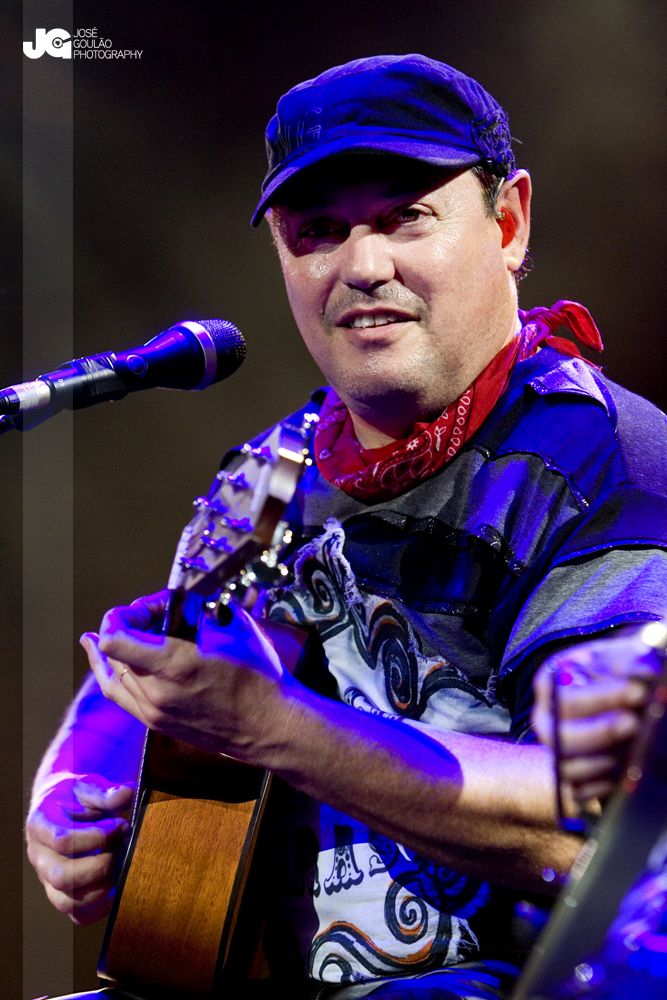
Tim (2007)

- 5. März

## Söhne und Töchter von Ferreira do Alentejo
- Júlio Marques de Vilhena (1845–1928), Jurist und Politiker, mehrmaliger Minister, 1895–1907 Präsident der port. Zentralbank (Banco de Portugal)
- Luísa Barbosa (1923–2003), Schauspielerin
- Armando Sevinate Pinto (* 1946), konservativer Politiker, Minister im Kabinett Durão Barroso (2002–2004)
- Tim (* 1960), Musiker, Sänger der Rockband Xutos & Pontapés
- Manuel Matias (* 1962), Leichtathlet, Olympiateilnehmer 1996, Gewinner des Paris-Marathons 1988

Der bekannte korsische Ethnologe Michel Giacometti wurde 1990 in der Gemeinde Peroguarda begraben.